# Along With the Gods : Les 49 Derniers Jours
Série
Along With the Gods : Les Deux Mondes
(2017)
Pour plus de détails, voir Fiche technique et Distribution.
Along With the Gods : Les 49 Derniers Jours (hangeul : 신과함께: 인과 연 ; RR : Singwa hamgge: Ingwa yeon) est un film fantastique sud-coréen réalisé par Kim Yong-hwa, sorti en 2018. Il s'agit de la deuxième partie de l'adaptation de la bande dessinée numérique du même titre de Joo Ho-min (2010), qui comporte trois épisodes distincts : « Au-delà », « Vie » et « Mythe » après Along With the Gods : Les Deux Mondes, sorti en décembre 2017. L'histoire suit le voyage dans l'au-delà d'un homme récemment décédé et de trois anges qui le guident à travers le monde souterrain. Pour se réincarner, il doit passer sept procès sur une période de 49 jours pour prouver qu'il le mérite.
Il est premier au box-office sud-coréen de 2018 pendant ses deux premières semaines d'exploitation. Il totalise actuellement plus de 11 millions d'entrées et détient le record du film le plus rapide à atteindre les 7, 8 et 9 millions de spectateurs dans l’histoire du box-office coréen.
Un troisième et quatrième films sont actuellement en développement, avec toujours Kim Yong-hwa à la réalisation.

## Synopsis
Les anges de la mort Gang Rim (en) (Ha Jeong-woo), Haewonmak (Ju Ji-hoon) et Dukchun (Kim Hyang-gi) sont sur le point de prendre part au procès de Soo-Hong (Kim Dong-wook (en)
). Ils rencontrent le Dieu de la Maison (Ma Dong-seok) qui se souvient de leur passé qui remonte à il y a plus de mille ans. En voyageant entre ce monde, le monde à venir et le passé, les anges de la mort tentent de trouver leur relation secrète.

## Fiche technique
- Titre original : 신과함께: 인과 연
- Titre français : Along With the Gods : Les 49 Derniers Jours
- Réalisation et scénario : Kim Yong-hwa
- Sociétés de production : Dexter Studios et Realies Pictures
- Pays de production :  Corée du Sud
- Langue originale : coréen
- Format : couleur
- Genre : fantastique
- Durée : 141 minutes
- Date de sortie :
  - Corée du Sud : 1er août 2018

## Distribution
- Ha Jeong-woo : Gang Rim (en)
- Ju Ji-hoon : Haewonmak[2]
- Kim Hyang-gi : Dukchun
- Ma Dong-seok : Seongju, le Dieu de la Maison (en)
- Kim Dong-wook (en)

```
: Soo-hong
```

- Do Kyung-soo : Won Il-byung
- Lee Joon-hyuk (en) : le Premier lieutenant Park
- Nam Il-woo : Heo Choon-sam
- Jung Ji-hoon : Heo Hyun-dong
- Lee Jeong-jae : Yeomra
- Jung Ah-mi : Kang Rim
- Kim Myung-gon (en)
- Jo Han-chul : le procureur
- Kim Min-jong (en) : le messager de l'au-delà
- Seong Dong-il (en)[3]
- Jung Yoo-ahn

## Production
Produites pour un budget de 40 milliards de won (environ 36,6 millions de dollars), les deux parties d'Along With the Gods sont simultanément tournées. Dexter Studios, l'un des plus grands studios de production et d'effets visuels de la Corée du Sud, derrière le précédent film du réalisateur Kim Yong-hwa, Mr. Go (en) (2013), est chargé des effets visuels du film. Il est rapporté que près de 300 artistes et techniciens participent à la production du film.
La société de production chinoise Alpha Pictures investit 2,2 millions de dollars dans le projet.
Le tournage a lieu du 26 mai 2016 au 22 mars 2017.
Certaines scènes avec Oh Dal-soo et Choi Il-hwa (en) sont retournées en raison d'une controverse après que le public ait appris qu'ils avaient été remplacés la première fois par des figurants.

## Accueil
Avant sa sortie, Along With the Gods : Les 49 derniers jours bat le record du nombre de billets en prévente dans l'histoire du box-office en Corée du Sud avec un taux de réservation de 60,5 %, dépassant le record du film Battleship Island (2017) qui avait atteint le même nombre de réservations la veille de l'ouverture du film.
Le film bat également le record de fréquentation du premier jour d'exploitation en Corée du Sud en attirant 1 263 788 spectateurs, soit plus du double de Along With the Gods : Les Deux Mondes (422 339 spectateurs),,,. Le deuxième jour, il cumule plus de 2 millions de spectateurs. Le 4 août, le film attire 1 466 416 spectateurs, ce qui lui permet de battre le record du plus grand nombre de spectateurs en une seule journée, dépassant Avengers: Infinity War. Le 5 août, il est rapporté que Along with the Gods cumule 5 409 817 téléspectateurs à son cinquième jour, en faisant le film le plus rapide à atteindre un tel nombre, dépassant Along With the Gods : Les Deux Mondes qui avait établi ce record en une semaine, et The Admiral: Roaring Currents, le plus gros succès au box-office sud-coréen de tous les temps, qui avait établi le record en six jours. Along With the Gods arrive premier au box-office hebdomadaire. Le film totalise 46,2 millions de dollars de recette pour 6,2 millions d’entrées, battant Mission impossible : Fallout (41,4 millions de dollars). Along With the Gods détient le record du film le plus rapide à atteindre les 7, 8 et 9 millions de spectateurs dans l’histoire du box-office sud-coréen.